# Catalonia Ladies Masters
De Catalonia Ladies Masters was een jaarlijks golftoernooi voor vrouwen in Spanje, dat deel uitmaakte van de Ladies European Tour. Het toernooi werd opgericht in 2004 en de laatste editie werd gehouden in 2008. Het toernooi vond telkens plaats in verschillende steden in Catalonië.
Het toernooi werd gespeeld in een strokeplay-formule van drie ronden en na de tweede ronde werd de cut toegepast.

## Winnaressen
| Jaar | Golfbaan                 | Locatie   | Winnares       | Score       | Score       | Info        |
| ---- | ------------------------ | --------- | -------------- | ----------- | ----------- | ----------- |
| 2004 | Club de Golf Sant Cugat  | Barcelona | Karine Icher   | 190         | –17         | [ 1 ]       |
| 2005 | Golf Platja de Pals      | Girona    | Karine Icher   | 207         | –12         | [ 2 ]       |
| 2006 | Club Golf D'Aro          | Girona    | Gwladys Nocera | 207         | –9          | [ 3 ]       |
| 2007 | Club de Golf Masia Bach  | Barcelona | Ashleigh Simon | 208         | –8          | [ 4 ]       |
| 2008 | Emporda Golf Hotel & Spa | Gualta    | Geannuleerd    | Geannuleerd | Geannuleerd | Geannuleerd |